# 新北市政府捷運工程局
新北市政府捷運工程局（しんほくしせいふしょううんこうていきょく、略称新北市捷運局）は新北市政府が2013年1月1日に設置した一級機関。当初は新北市政府交通局内の「新北市政府捷運工程処」として発足したが、2016年1月1日をもって市政府直下の「捷運工程局」に昇格した。
台北捷運の路線網のうち、現在運行中の路線は中心部で台北市を通過しているが、今後整備されるものは新北市内が全区間または大部分を占める郊外路線のため、台北市政府捷運工程局に代わり建設を担当する。そしてほとんどは新北市長の朱立倫が2010年中華民国地方選挙で掲げた政策「三環三線」の路線網とも符合する。
日本の多くの公営地下鉄のように、建設局に相当する本局が建設、運行は捷運公司（現在は台北捷運公司のみだが、新北市でも新北捷運公司設立の動きがある。（ただし新北市政府交通局は市内バス交通の新北市公車および市内に乗り入れる台北聯営公車路線の監督が業務で捷運は直接は無関係である）。

## 組織
首長
- 局長
  - 副局長
    - 主任秘書
    - 総工程司

副総工程司
専門委員
業務部門
- 総合計画科（綜合規劃科）
- 土木管理科
- 土木建築科
- 土地開発科
- 資材管理科
- 機電系統科
- 技術発展科
- 淡海工務所
- 安坑工務所
- 三鶯工務所

事務部門（部に相当）
- 秘書室
- 人事室
- 政風室
- 会計室

## 捷運建設計画
市域内の計画中及び建設中の路線は以下の通り。動物園駅以外は全ての駅が新北市内にあり、新北市政府が担当主管機関となる。
| 路線                             | 路線       | 区間                             | 距離(km)   | 規格         | 現況            | 車両基地 |
| -------------------------------- | ---------- | -------------------------------- | ---------- | ------------ | --------------- | -------- |
|                                  | 深坑線     | 動物園 - 石碇服務区駅            | 8          | ライトレール | F/S調査報告審査 | 石碇機廠 |
|                                  | 五股泰山線 | 分子尾駅 - 輔大医院駅            | 11.48      | ライトレール | F/S調査報告審査 | 泰山機廠 |
|                                  | 淡海延伸線 | 八里線： 淡水漁人碼頭駅 - 八里駅 | 5.1        | ライトレール | F/S調査報告審査 | 淡海機廠 |
| 三芝線： 崁頂駅 - 聖約翰科技大学 | 淡海延伸線 |                                  | 計画中     | ライトレール |                 | 淡海機廠 |
|                                  | 安坑線     | 十四張駅 - 二叭子植物園駅        | 7.8        | ライトレール | 建設中          | 安坑機廠 |
|                                  | 淡海線     | 緑山線： 紅樹林駅 - 崁頂駅       | 7.34       | ライトレール | 営業中          | 淡海機廠 |
| 藍海線： 淡水駅 - 崁頂駅         | 淡海線     | 5.35 (1.21kmは緑山線と共用)      | 一部建設中 | ライトレール |                 | 淡海機廠 |
|                                  | 三鶯線     | 頂埔駅 - 鶯桃福徳駅              | 14.29      | 中運量       | 建設中          | 三峽機廠 |